# Elisa Zanette
Elisa Zanette (Vittorio Veneto, 17 febbraio 1996) è una pallavolista italiana, opposto della Futura Giovani.

## Carriera

### Club
La carriera di Elisa Zanette inizia nella stagione 2011-12 con il Volleyrò, in Serie B1, a cui resta legata per tre annate. Nella stagione 2014-15 esordisce nella pallavolo professionistica grazie all'ingaggio da parte dell'AGIL di Novara, in Serie A1, con cui vince la Coppa Italia, mentre nella stagione successiva resta nella stessa categoria, giocando però con la squadra federale del Club Italia.
Nel campionato 2016-17 approda in serie cadetta alla Golem di Palmi, stessa categoria dove gioca nella stagione successiva con l'Adolfo Consolini di San Giovanni in Marignano, con cui si aggiudica la Coppa Italia di Serie A2, venendo premiata anche come MVP della competizione, mentre nell'annata 2018-19 difende i colori del Mondovì, ancora una volta nel campionato cadetto, restandovi per un biennio.
Nella stagione 2020-21 torna a calcare i campi della massima divisione italiana, ancora una volta con l'AGIL, mentre nell'annata 2021-22 si accasa al Cuneo Granda, sempre in Serie A1, prima di far nuovamente ritorno nel campionato cadetto per la stagione 2022-23, quando accetta la proposta della Futura Giovani.

### Nazionale
Viene convocata nelle nazionali giovanili italiane under 18 e under 19, aggiudicandosi la medaglia d'argento al campionato europeo under 18 2013; con la nazionale under 20 conquista invece la medaglia di bronzo al campionato mondiale 2015.

## Palmarès

### Club
- Coppa Italia: 1

2014-15
- Coppa Italia di Serie A2: 1

2017-18

### Nazionale (competizioni minori)
- Torneo 8 Nazioni under 18 2012
- Campionato europeo under 18 2013
- Campionato mondiale under 20 2015

### Premi individuali
- 2018 - Coppa Italia di Serie A2: MVP